# Stella Soulioti
Stella Soulioti, född 1920, död 2012, var en cypriotisk politiker och advokat. 
Hon var Cyperns första kvinnliga minister. Hon var justitieminister 1960-70 och hälsominister 1964-66. 